# Drakconf
Drakconf, también conocido como el Centro de Control de Mandriva, es un programa escrito en gtk y perl para configurar el sistema operativo Mandriva Linux. Es parte de las herramientas drakxtools y está especfícamente diseñado para ejecutarse bajo entorno de línea de comandos o modo gráfico en esta distribución.
Drakconf es software libre y puede ser portado a otras distribuciones como es el caso de PCLinuxOS o Mageia. Es una de las especialidades de Mandriva porque pone muchas herramientas de configuración de modo intuitivo en un mismo sitio, haciendo que su uso sea mucho más fácil para un usuario novato que tuviese que ir cambiando los ficheros de configuración usando un editor de textos.